# Velîka Severînka, Kirovohrad
Velîka Severînka (în ucraineană Велика Северинка) este localitatea de reședință a comunei Velîka Severînka din raionul Kirovohrad, regiunea Kirovohrad, Ucraina.

## Demografie
Componența lingvistică a localității Velîka Severînka
     Ucraineană (92,81%)
     Rusă (5,92%)
     Alte limbi (0,75%)
Conform recensământului din 2001, majoritatea populației localității Velîka Severînka era vorbitoare de ucraineană (92,81%), existând în minoritate și vorbitori de rusă (5,92%).